# Kamyszewka (obwód kurgański)
Kamyszewka (ros. Камышевка) – wieś (sieło) w Rosji, w obwodzie kurgańskim, w rejonie szatrowskim. W 2010 liczyła 542 mieszkańców.